# Edir Macedo
Edir Macedo Bezerra (Río de Janeiro, 18 de febrero de 1945) es un líder carismático, ,,predicador, escritor, empresario, y funcionario brasileño. Fundador y predicador de la Iglesia Universal del Reino de Dios (IURD).
Como escritor evangélico, tiene más de 10 millones de libros vendidos, divididos en 34 títulos, entre los que se destacan sus superventas Orixás, caboclos y guías y En los pasos de Jesús, los que han alcanzado más de tres millones de ejemplares vendidos en Brasil.
Es dueño del grupo mediático Record, que en la campaña electoral de 2018 apoyó la candidatura de Jair Bolsonaro a la presidencia de Brasil, quien resultó elegido.

## Biografía

### Primeros años y migraciones religiosas
Edir Macedo nació en el municipio Rio das Flores del Estado de Río de Janeiro (8.192 habitantes, 2007), en el seno de una familia católica. En 1963, inició la carrera como funcionario público, trabajó como cajero para la lotería del Estado de Río de Janeiro, y trabajó también en el Instituto Brasileño de Geografía y Estadística, el IBGE, como investigador en el censo económico de 1970. 
En 1971 se casó con Ester Eunice Rangel Bezerra y en 1974 participaba de una iglesia, el Ministerio: "Cruzada del Camino Eterno".
Tras completar 16 años de carrera como funcionario dejó el cargo para dedicarse a la religión.
Casado con Ester Eunice Rangel, tiene tres hijos: Cristiane, Viviane y Moisés.
Está graduado en Teología por la Facultad Evangélica de Teología "Seminario Unido" y por la Facultad de Educación Teológica en el Estado de São Paulo (Fatebom). Hizo el doctorado en Teología, Filosofía Cristiana y honoris causa en Divinidad, además de tener un máster en Ciencias Teológicas en la Federación Evangélica Española de Entidades Religiosas "F.Y.Y.D.Y.R".

### Iglesia Universal del Reino de Dios
En julio de 1977 fundó la "Iglesia universal del Reino de Dios" (IURD).
Su primera sede funcionó en el edificio de una antigua funeraria, en la zona Norte de Río de Janeiro.
Aunque, todo comenzó en una GLORIETA de una plaza (narrado en la trilogía de libros de su biografía). La sede se encuentra en la "Catedral Mundial de la Fe" en Río de Janeiro, uno de los mayores templos de esta iglesia en la América Latina.
Es Pastor de la Iglesia universal desde 1977, y también Obispo y Secretario General de la IURD, la cual tiene más de 30 millones de fieles en Brasil y templos en muchos países.
En Brasil la Iglesia Universal del Reino de Dios posee 50 estaciones de televisión, más de 100 de estaciones de radio, dos periódicos, dos imprentas, un estudio de grabaciones.[cita requerida] A la IURD se le conoce en distintos países de Latinoamérica por diferentes nombres, tales como: "La Comunidad del Espíritu Santo", "Iglesia de la Oración Fuerte al Espíritu Santo", "Pare de Sufrir" o simplemente "La Iglesia Universal del Reino de Dios" y en España se le conoce como "Familia Unida".[cita requerida]
La IURD impulsa la gran mayoría de las doctrinas fundamentales del evangelismo, tales como la deidad de Jesucristo, la Trinidad, la resurrección corporal de Jesucristo, la salvación por gracia solo a través de la fe en Jesucristo, la Biblia y el sacrificio como representativo de la Fe. Está ubicada en el campo de la teología de la prosperidad.
La IURD creció hasta tornarse la segunda mayor corriente religiosa de Brasil, según el Censo de 2010. Esta Iglesia ha innovado en la práctica de la llamada Oración Fuerte, con la que se busca expulsar a malos espíritus o demonios a los que se le atribuyen enfermedades, infelicidad, trabas en el trabajo, vicios, deudas, etc.
Con bases en las orientaciones bíblicas, la Iglesia Universal del Reino de Dios construyó la réplica del Templo de Salomón, cuya inauguración se realizó en el año 2014, en la ciudad de São Paulo (SP). una mega iglesia, con 126 metros de longitud por 104 de anchura, dimensiones que superan las de un campo de fútbol oficial y las del mayor templo de la Iglesia Católica de la ciudad de São Paulo, la Catedral de Sé. Son más de 70 mil metros cuadrados de área construida en una cuadra de 28 mil metros. Una altura de 55 metros corresponde a la de un edificio de 18 pisos, casi dos veces la altura de la estatua del Cristo Redentor.
En 2018 se estrenó Nada que perder (Nada a perder) película autobiográfica financiada por su propia empresa, Record Una segunda parte se estrenó en 2019.

## Controversias
En 1992 el Obispo Macedo fue encarcelado 11 días en Brasil por supuesto fraude y charlatanería, en 1996 comenzaron a investigarlo por la forma de fraude en cambio internacional de divisas.
En el 2002 la Iglesia lanzó su propio partido para desvincularse del Partido Liberal (PL) que integraba la coalición del gobierno de Luiz Inacio Lula da Silva. Este partido hoy llamado Partido Republicano Brasileño.
Edir Macedo ha sido criticado públicamente principalmente porque se le acusa de recibir donaciones, que sus detractores advierten que explotan a los pobres.